# Sobita Gautam
Sobita Gautam (nepalès: सोबिता गौतम)  (Dolakha, 17 de juny de 1995) és una política, periodista i advocada nepalesa.
Militant del Partit Nacional Independent, en les eleccions del 2022 va ser elegida membre de la Cambra de Representants del Parlament del Nepal en la circumscripció de Katmandú 2. Hi va accedir a 27 anys, cosa que la va convertir en la diputada més jove de la cambra.
Pel que fa a la seva ideologia política, s'ha posicionat en contra de la corrupció i pretén tenir en compte les necessitats bàsiques dels ciutadans nepalesos. A més, ha defensat públicament la necessitat d'institucionalitzar i regular la reproducció assistida al país.
Fora d'això, ha estat membre de l'Association of Youth Nepal i ha presentat durant quatre anys el programa de televisió Swasthya Sarokar per a Nepal Television.
El maig del 2023, després d'una llarga relació amorosa en secret, es va casar amb l'empresari Grihendra Ghimire.
El 2023, l'organització One Young World va nominar-la al Premi al Polític de l'Any.